# Modica
Modica – miejscowość i gmina we Włoszech, w regionie Sycylia, w prowincji Ragusa.

## Zabytki
Historyczne centrum miasta zostało wpisane na Listę światowego dziedzictwa Unesco wraz z innymi późnobarokowymi miastami doliny Noto. Na uwagę zasługują cenne barokowe zabytki sztuki sakralnej:
- Duomo di San Giorgio
- Duomo di San Pietro
- Kościół San Giovanni Evangelista
- Dom narodzin poety Salvatore Quasimodo (Nagroda Nobla w 1959 r. z literatury).

W mieście zachowało się również wiele zabytków z innych epok, między innymi średniowieczny zamek (Castello dei Conti di Modica).

## Galeria

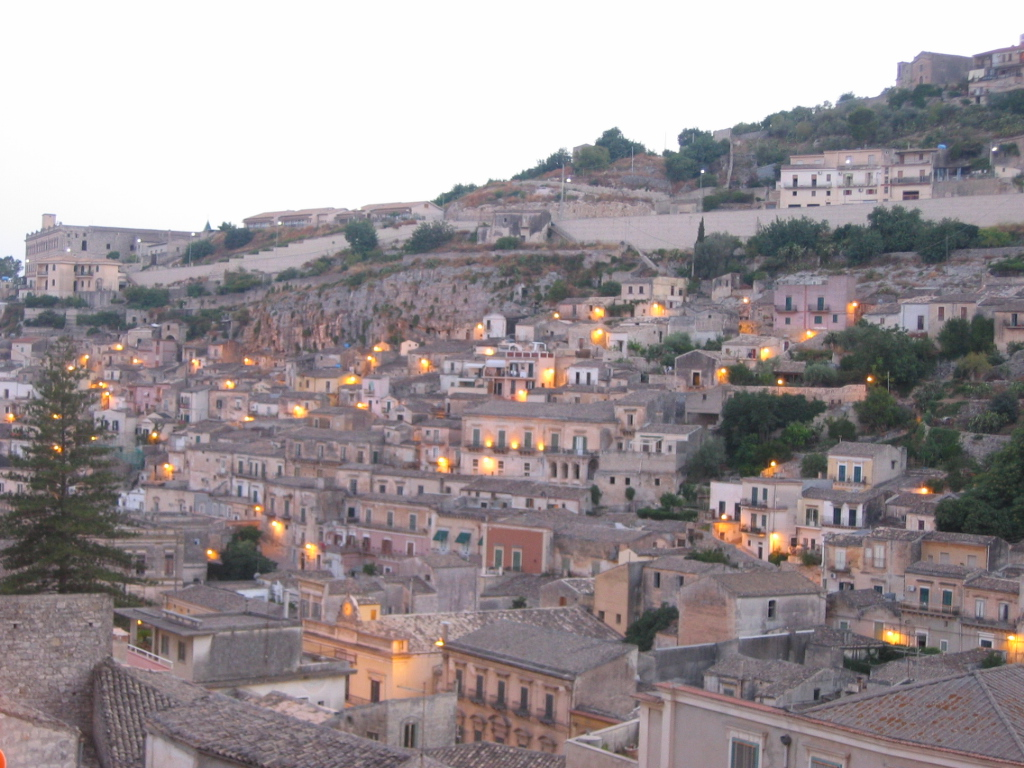
Stare miasto
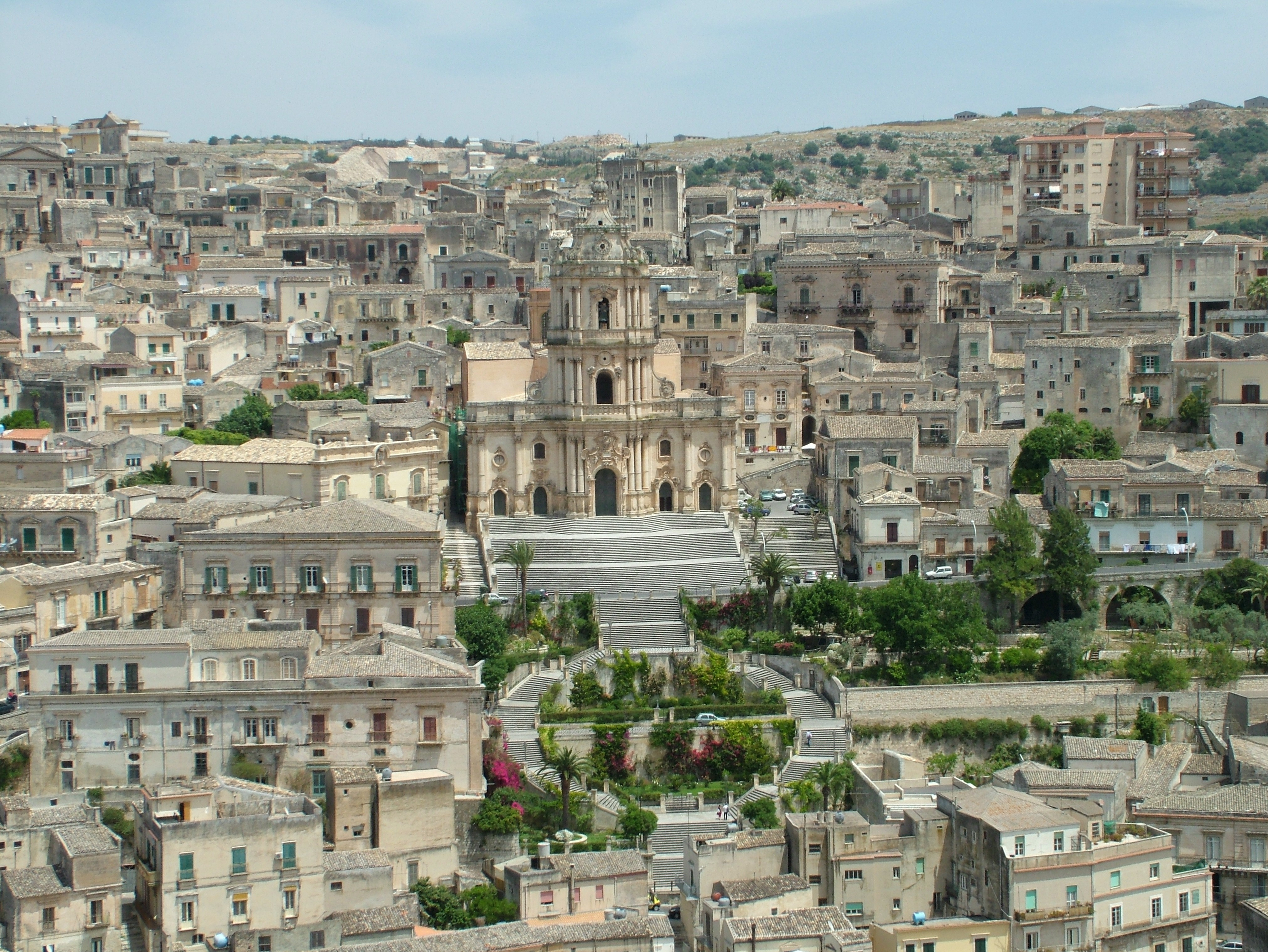
Stare miasto
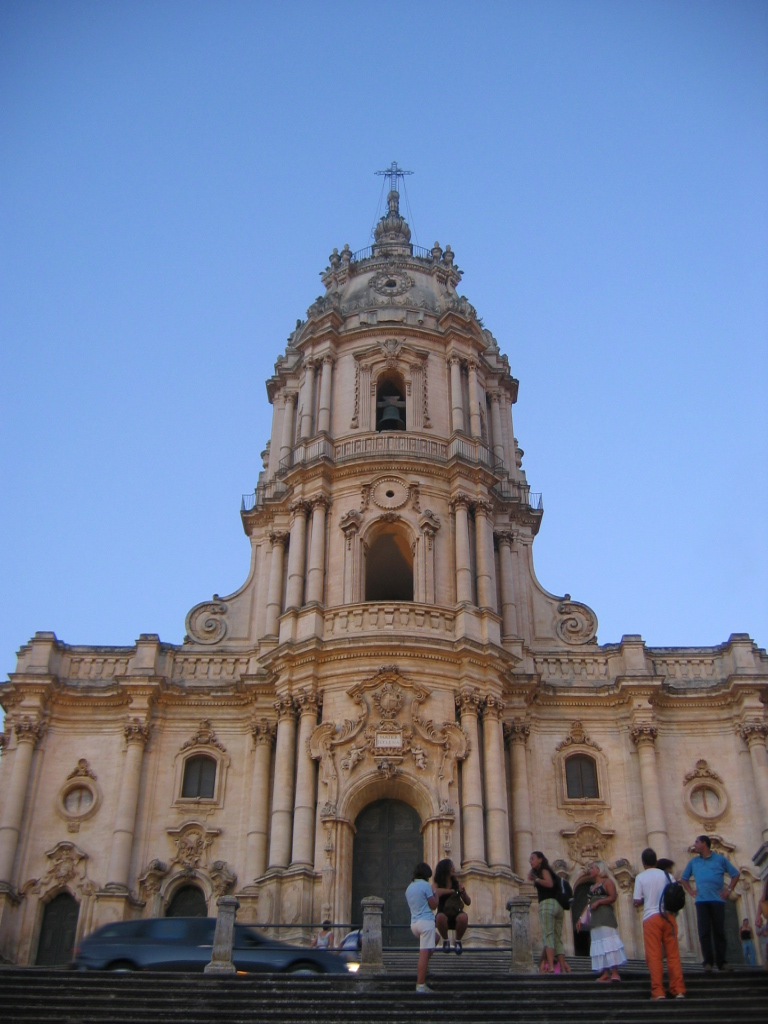
Duomo di San Giorgio – fasada
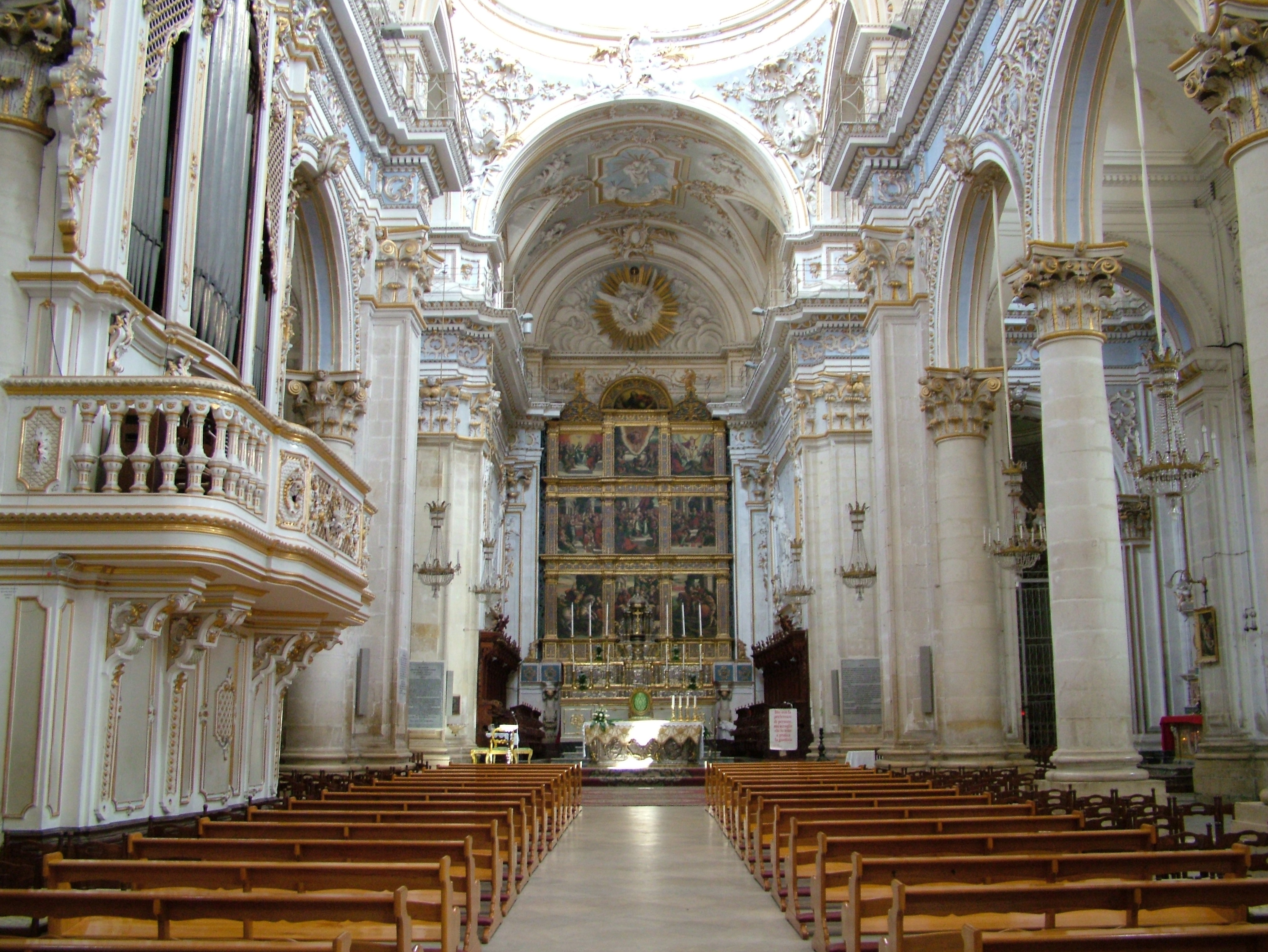
Duomo di San Giorgio – wnętrze
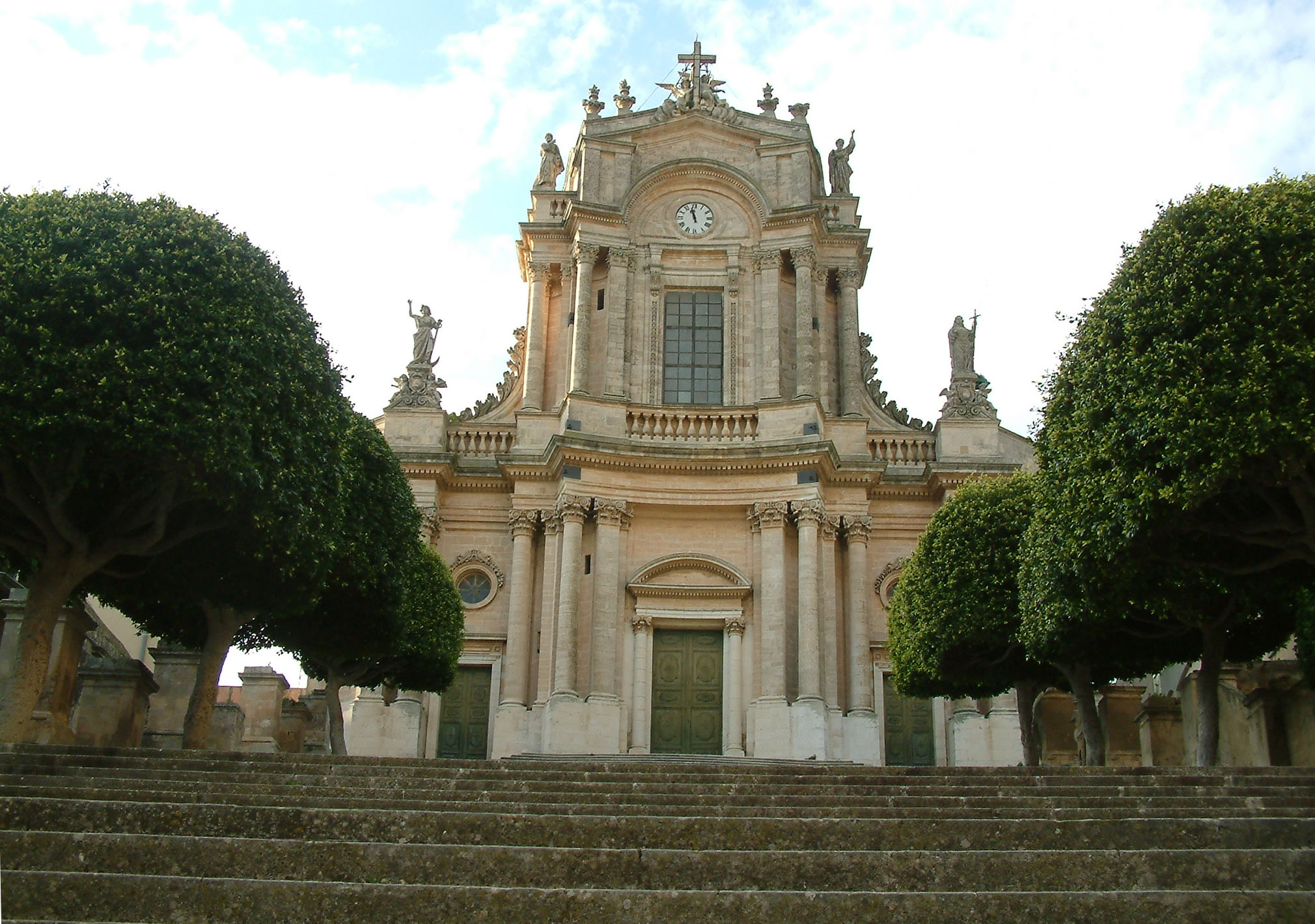
Kościół San Giovanni Evangelista
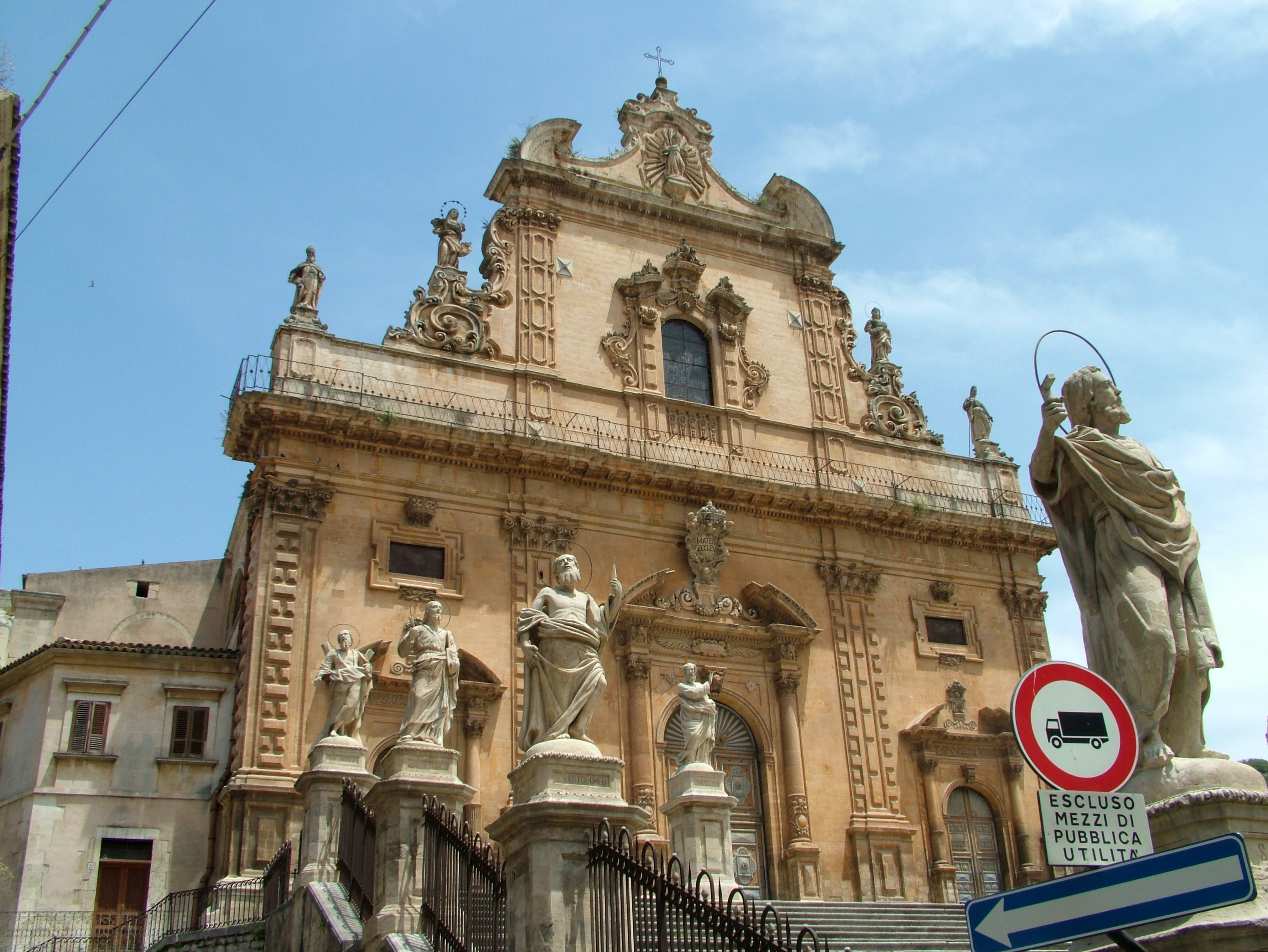
Duomo di San Pietro
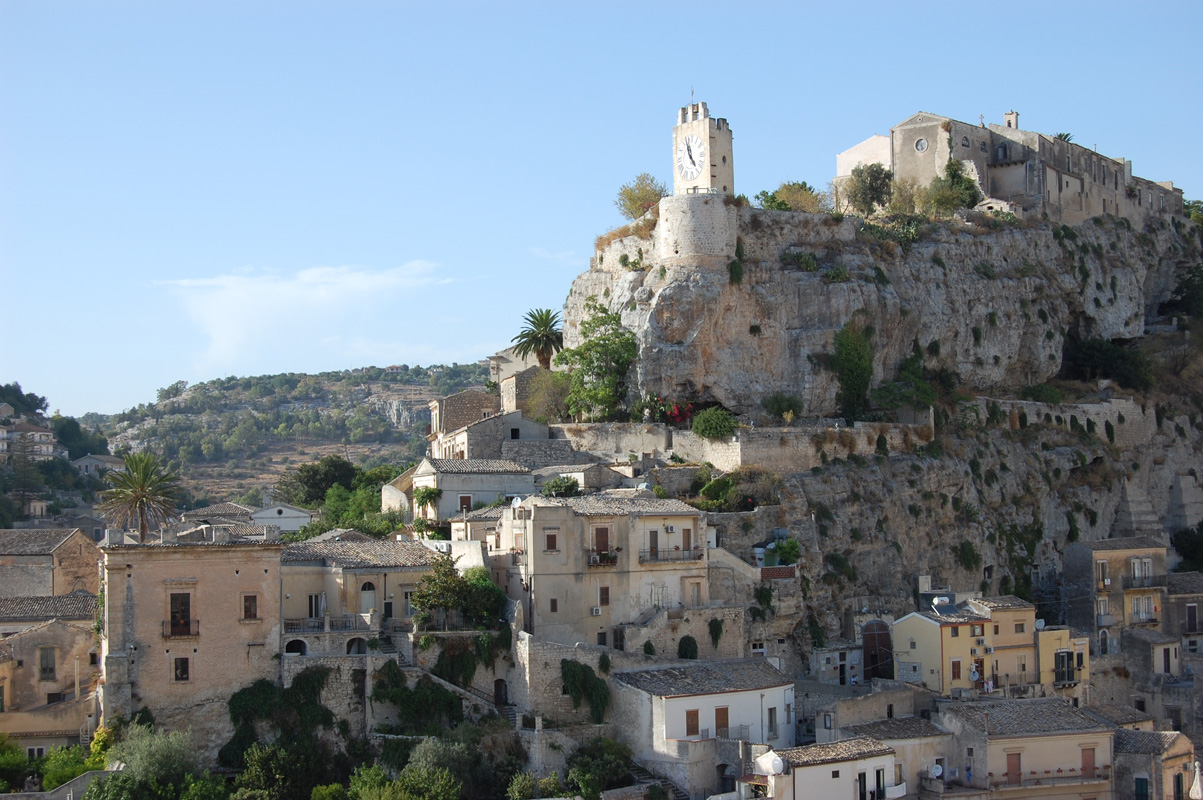
Castello dei Conti di Modica